# Климена (дочь Миния)
Климе́на (дочь Миния, др.-греч. Κλυμένη, она же Периклиме́на, Περικλυμένη) — персонаж древнегреческой мифологии, выполняющий преимущественно генеалогические функции. Известно несколько вариантов её родословных связей.
- Климена — жена Иаса, мать Аталанты[1].
- Климена — дочь Миния (или Ифия), жена Филака, мать Ификла, отождествляется с океанидой Клименой, родившей от Гелиоса Фаэтона[2]., также мать Алкимеды и бабушка Ясона[3]. Либо она — мать Ясона, отчего аргонавтов называют миниями[4].
- Согласно поэме «Возвращения», Климена — дочь Миния, жена Кефала и мать Ификла. Изображена в Аиде на картине Полигнота в Дельфах спиной к Прокриде[5]. Одиссей встречает её в «Аиде»[6].
- В ряде источников дочь Миния отождествляется с океанидой как мать Фаэтона[7].

Возможно, в честь Климены назван астероид (104) Климена, который был открыт 13 сентября 1868 года американским астрономом Дж. К. Уотсоном в Детройтской обсерватории, США, и назван в честь одного из 10 персонажей древнегреческой мифологии с именем Климена